# آلمان در المپیک تابستانی ۱۹۲۸

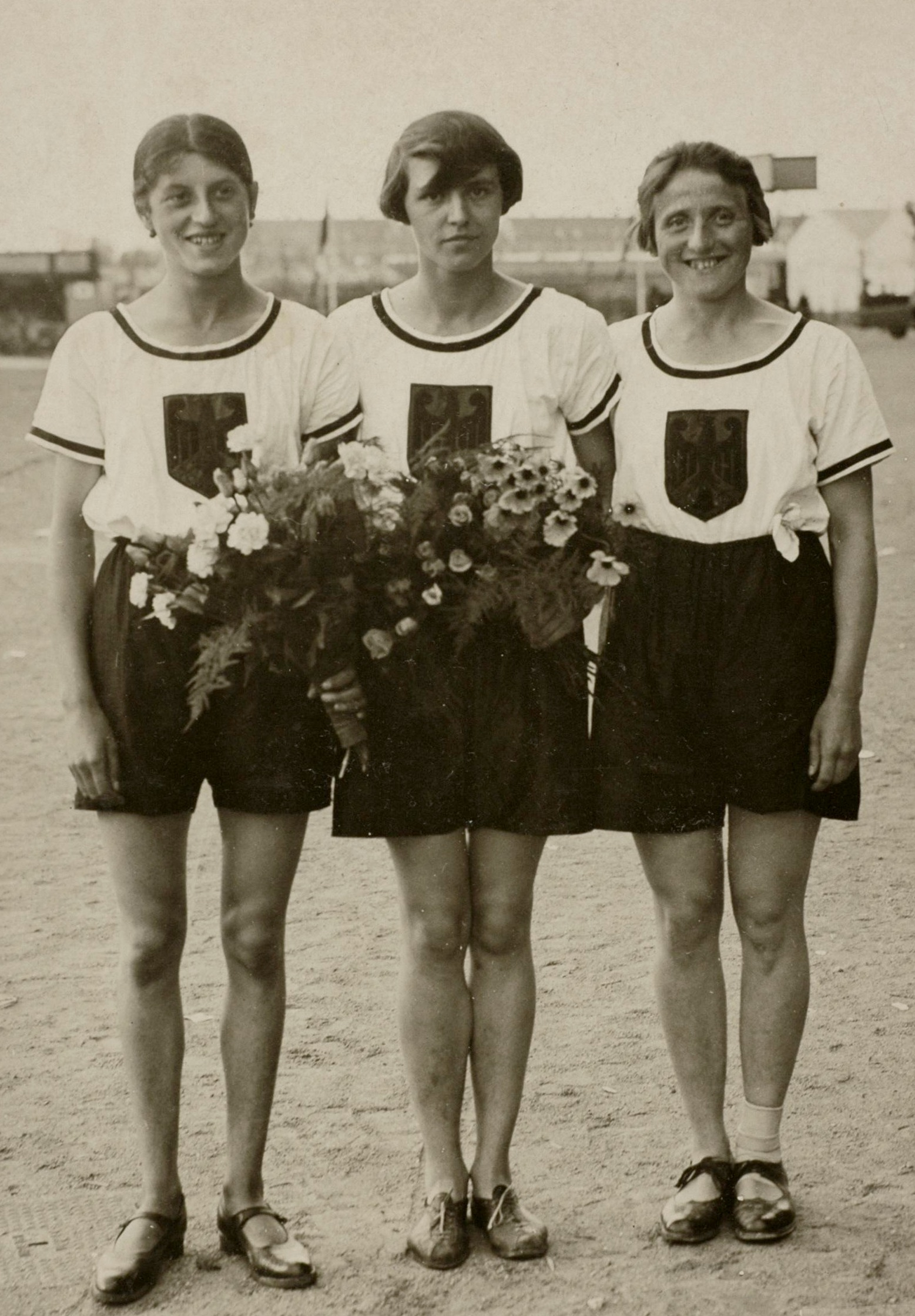
آلمان در بازی‌های المپیک تابستانی ۱۹۲۸

آلمان در بازی‌های المپیک تابستانی ۱۹۲۸ که در شهر آمستردام هلند برگزار شد، کاروان آلمان با ۲۹۶ ورزشکار در این رقابت‌ها شرکت کرد و موفق به کسب ۳۱ مدال (۱۰ طلا، ۷ نقره، ۱۴ برنز) شد. در جدول رتبه‌بندی توزیع مدال‌ها، آلمان در ردهٔ ۲ مسابقات قرار گرفت.